# 文殊院西古墳
文殊院西古墳（もんじゅいんにしこふん）は、奈良県桜井市阿部にある古墳。形状は円墳と推定される。国の特別史跡に指定されている。
本項目では、文殊院西古墳の東にある文殊院東古墳（奈良県指定史跡）についても解説する。

## 概要
| 古墳名         | 石室 | 築造時期    | 史跡       |
| -------------- | ---- | ----------- | ---------- |
| コロコロ山古墳 |      | 6c末-7c初   | なし       |
| 谷首古墳       |      | 7c初-7c前半 | 県史跡     |
| 文殊院東古墳   |      | 7c前半      | 県史跡     |
| 艸墓古墳       |      | 7c中        | 国史跡     |
| 文殊院西古墳   |      | 7c後半      | 国特別史跡 |

奈良盆地南部、阿部丘陵の西端部に築造された古墳である。室町時代にはすでに開口したことが知られるほか、墳丘は削平を受けている。発掘調査は実施されていない。
墳形は明らかでないが、直径約25-30メートル・高さ約6メートルの円墳と推定される。墳丘外表で葺石・埴輪は認められていない。埋葬施設は切石の両袖式横穴式石室で、南方向に開口する。玄室では磚状に研磨された花崗岩を5段に積み上げて天井に巨大な一枚石を架し、羨道では巨石が1段積みで並列するほか、各所細部にも工夫が認められる石室になる。出土品は知られていない。
築造時期は、古墳時代終末期の7世紀後半頃と推定される。日本列島の横穴式石室のうちでは最も精巧な切石石室であるとして重要視される古墳である。また阿部丘陵では巨石墳として本古墳のほかにも谷首古墳・艸墓古墳などが知られるほか、周辺の遺跡では大型建物跡も検出されており、古代氏族の阿倍氏との関係性が指摘される。特に本古墳については、阿倍氏の有力首長墓であることは確実で、被葬者を阿倍倉梯麻呂（阿倍内麻呂、大化5年（649年）死去）とする説が有力視される。阿倍倉梯麻呂は大化元年（645年）の大化の改新の際に左大臣に任じられているが、大化2年（646年）の薄葬令の時の政府の首班でありながら薄葬令の規定を上回る規模の古墳を築造したことになり、薄葬令の実効性を巡る論点にも挙げられる。
古墳域は1952年（昭和27年）に国の特別史跡に指定されている。現在では玄室に願掛け不動が祀られており、信仰対象となっている。

## 遺跡歴
- 室町時代の『実隆公記』に記述[2]。
- 1923年（大正12年）3月7日、国の史跡に指定[5]。
- 1952年（昭和27年）3月29日、国の特別史跡に指定[5]。

## 埋葬施設

石室俯瞰図

石室展開図

埋葬施設としては両袖式横穴式石室が構築されており、南方向に開口する。石室の規模は次の通り。
- 石室全長：12.48メートル
- 玄室：長さ5.1メートル、奥壁幅2.86メートル、高さ2.77メートル
- 羨道：長さ7.39メートル、羨門幅2.1メートル、高さ1.97メートル

石室は花崗岩の切石を用いた整美なものである。玄室は、奥壁・側壁とも幅70センチメートル・高さ60センチメートル程度同大の方形磚状石材の瓦目5段積みで、大きい壁石には刻みを入れて2石に見せかける工夫がなされる。また壁面には漆喰が残存する。天井石は1石であり、中央部はドーム状に浅く掘りくぼめ、天井石にたまる水滴が棺上に落ちないように工夫される。
羨道は、巨石4枚の1段積みであり、西側壁の1箇所には切組積みが認められる。天井石は3枚で、開口部の1石は1段高く構築される。また床面には階段状の石が認められる。羨道の開口部は天井石・側壁に溝状の加工がなされており、扉状の閉塞施設の存在が推測される。
なお、安倍文殊院境内には玄室と同形の石が点在しており、本古墳とは別に同様の石室古墳が存在した可能性が示唆される。

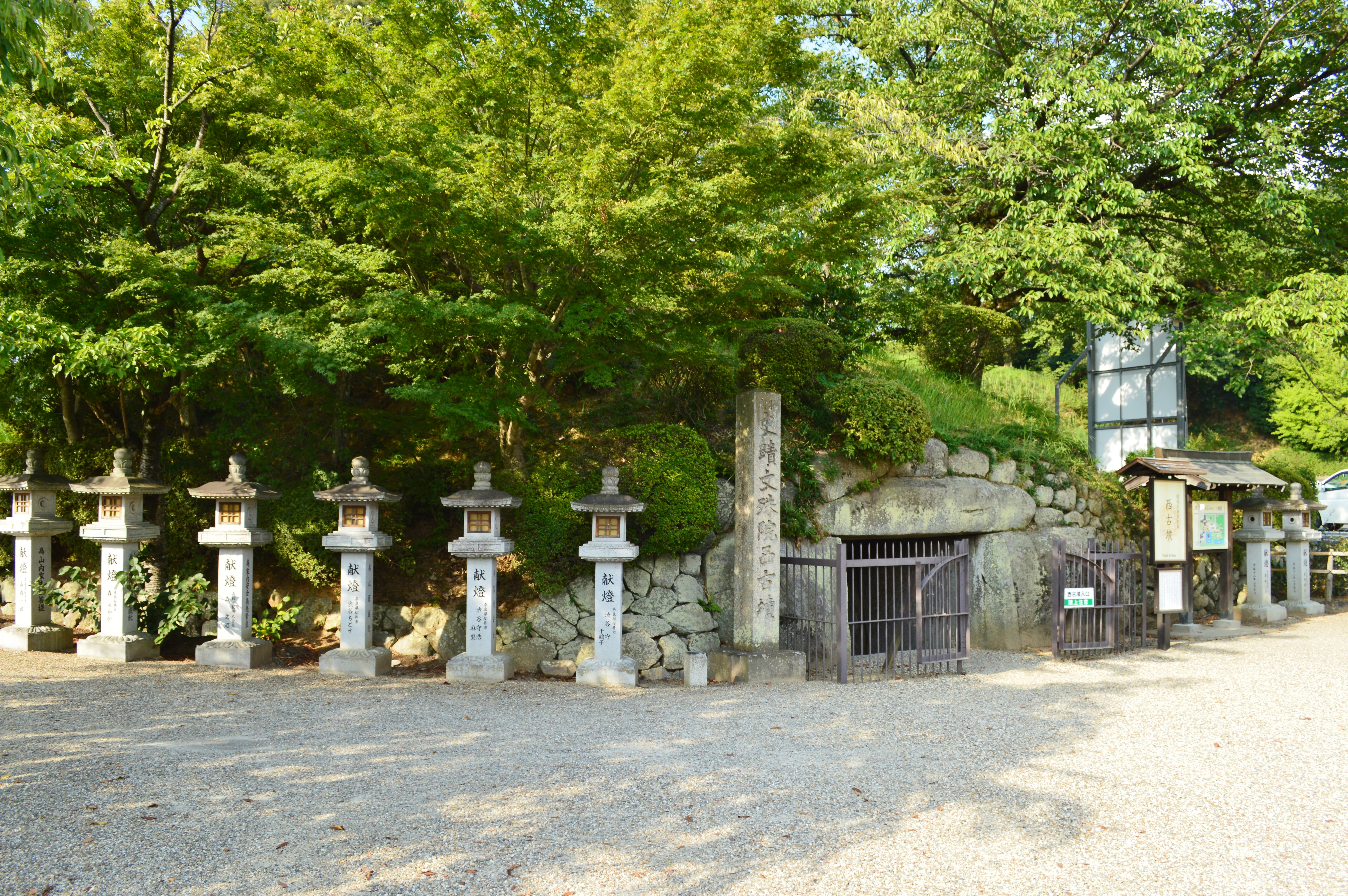
墳丘
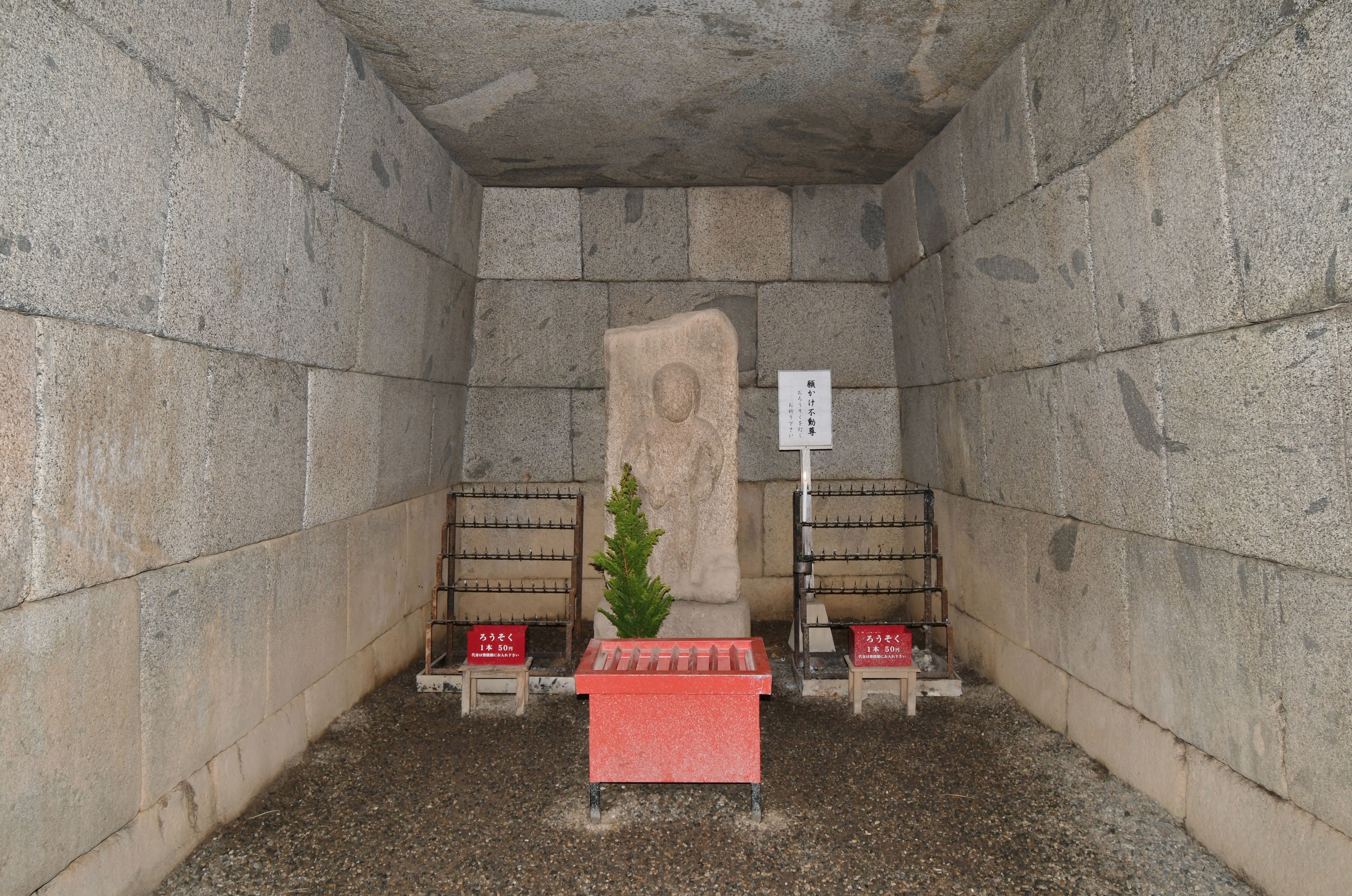
玄室（奥壁方向）
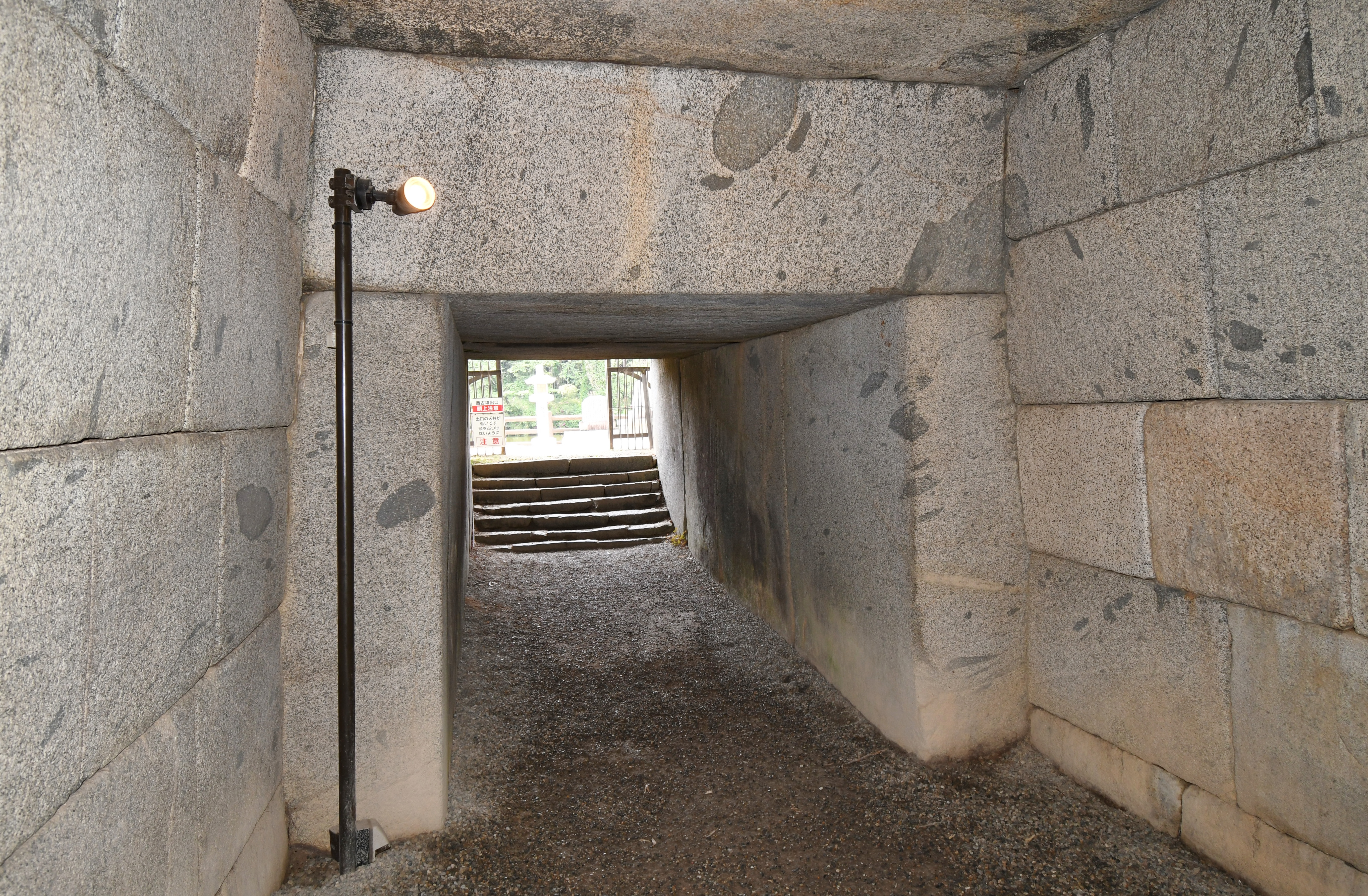
玄室（羨道方向）
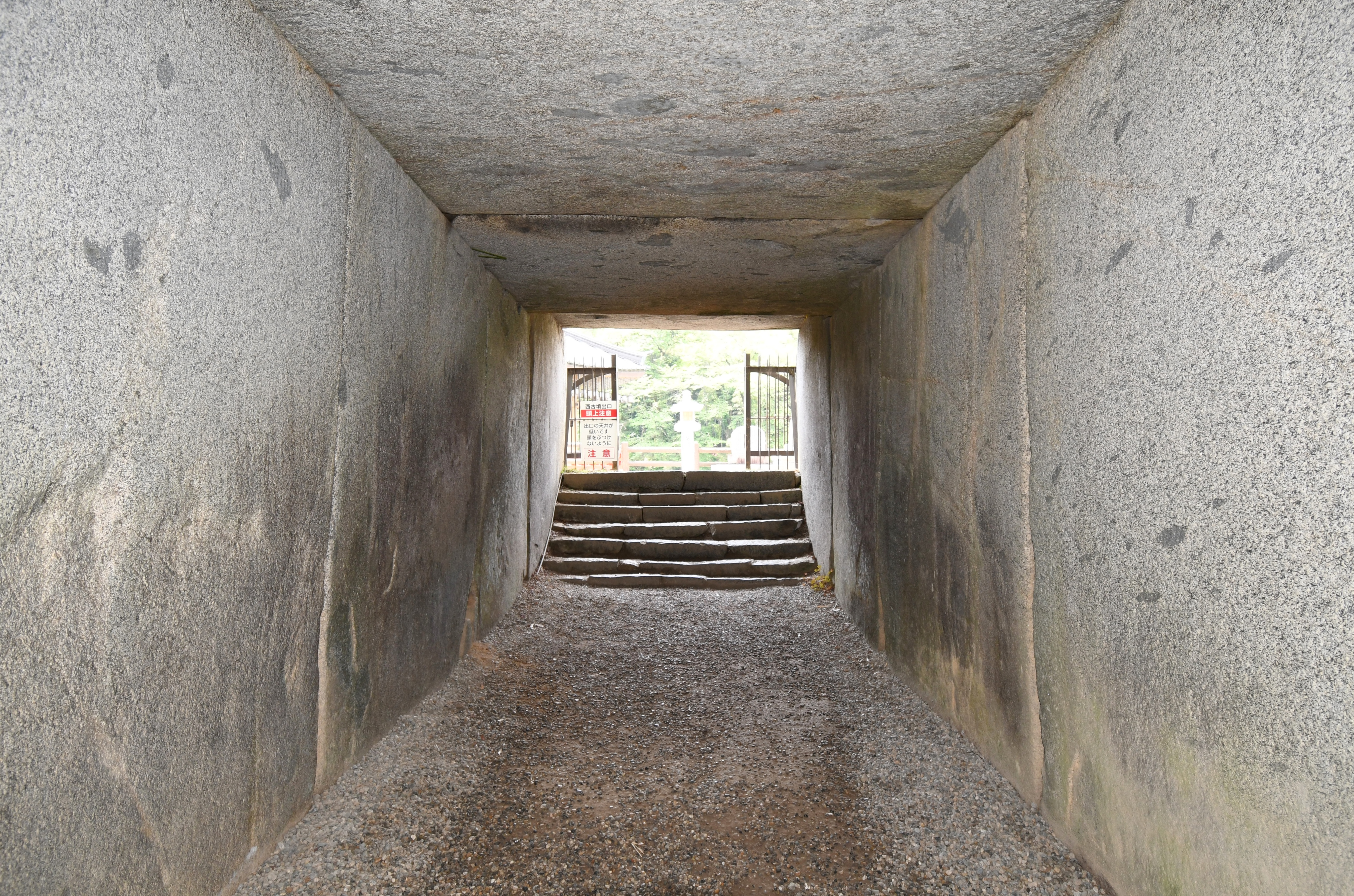
羨道（開口部方向）
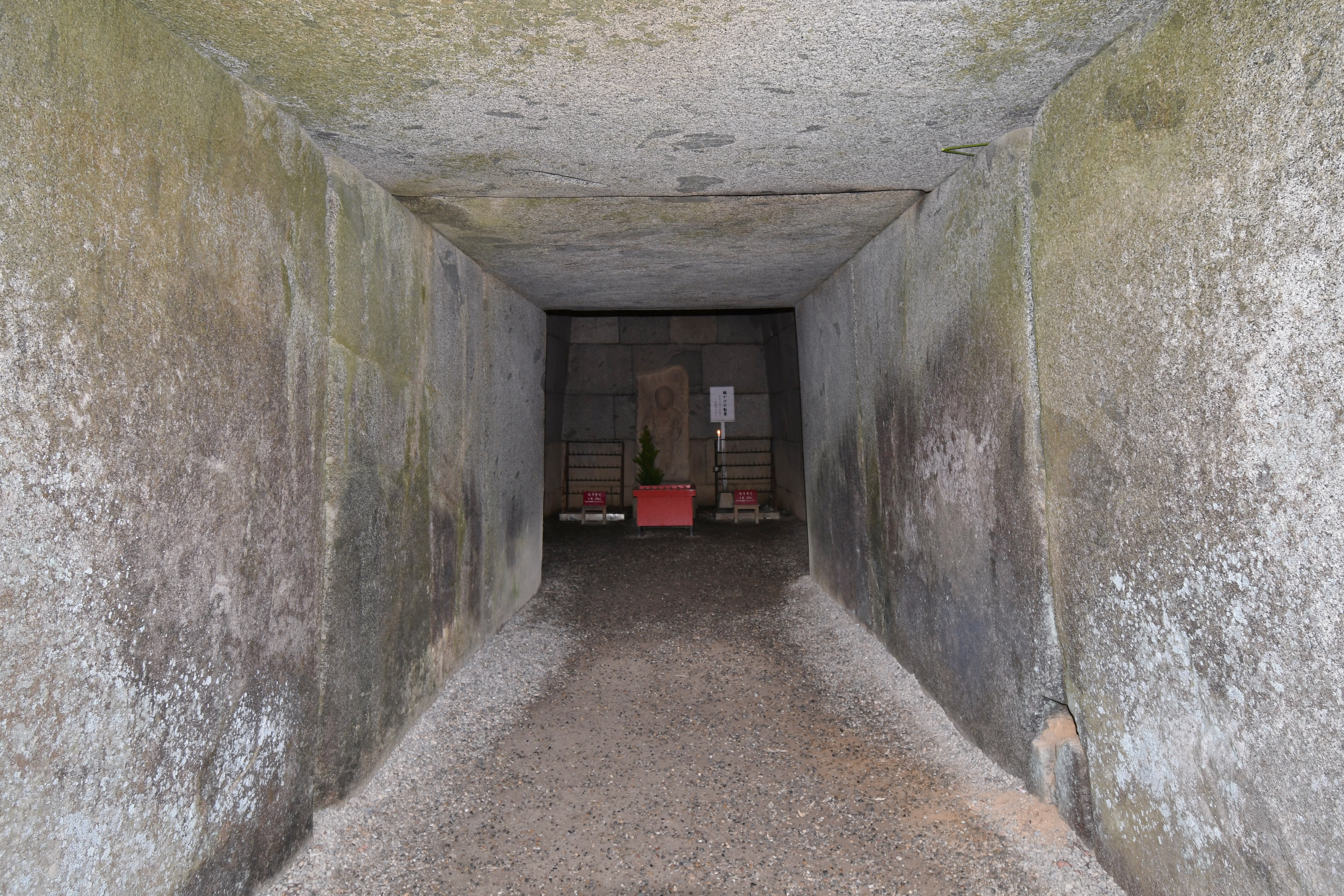
羨道（玄室方向）
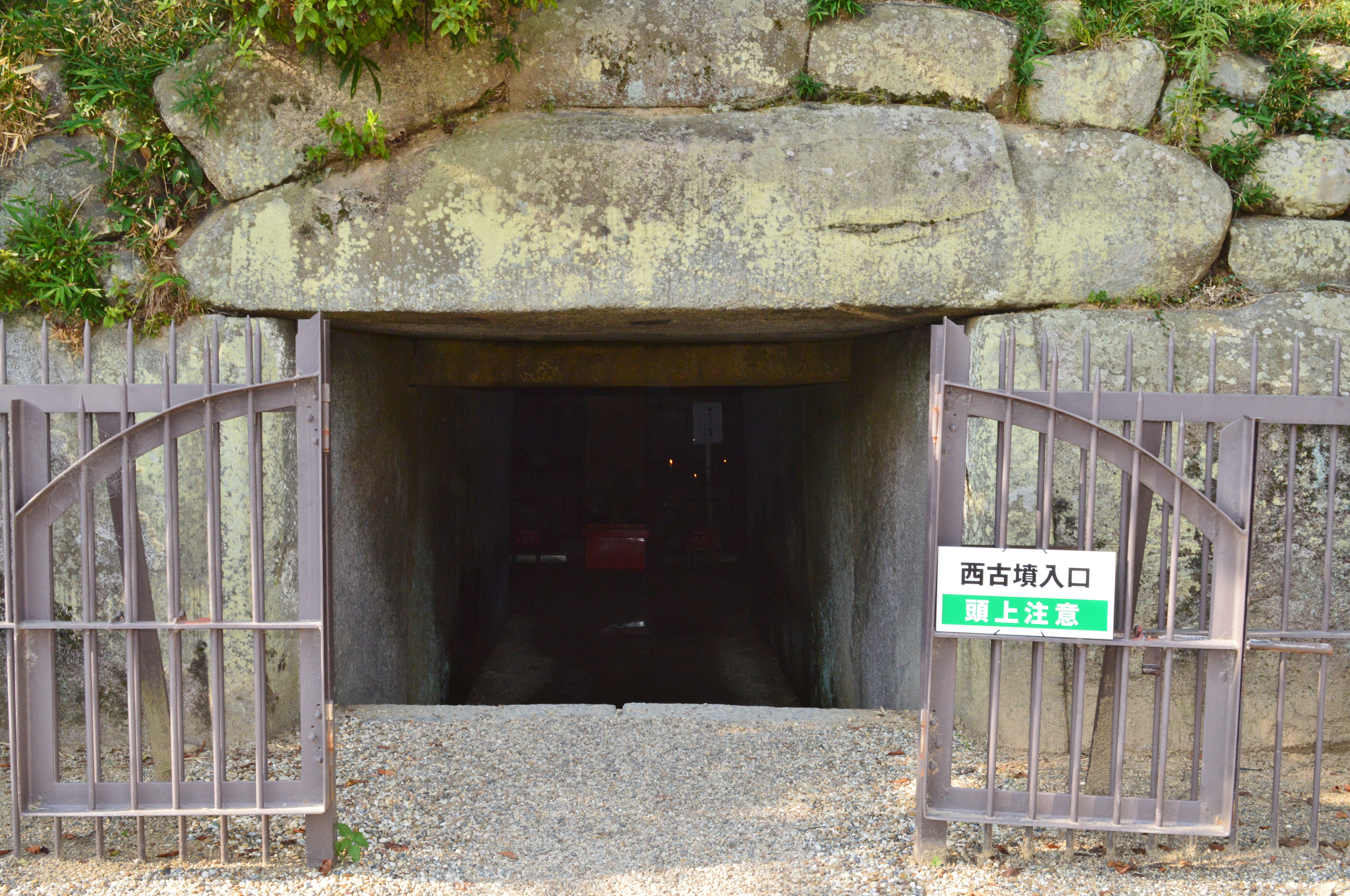
開口部

## 文殊院東古墳
文殊院東古墳（もんじゅいんひがしこふん）は、文殊院西古墳の東約50メートルにある古墳。形状は不明。奈良県指定史跡に指定されている。
阿部丘陵の斜面に築造された古墳である。古くから開口しており、江戸時代の本居宣長の『菅笠日記』にも記述が見える。発掘調査は実施されていない。
墳丘が大きく削平を受けているため墳形は明らかでないが、10-20メートル程度の円墳または方墳と推定される。埋葬施設は横穴式石室で、南方向に開口する。石室の規模は次の通り。
- 石室全長：10.3メートル
- 玄室：長さ4.8メートル、幅2.2メートル、高さ2.4メートル
- 羨道：長さ5.5メートル以上、幅1.8メートル、高さ1.7メートル

羨道前部が破壊されているため、石室の全体像は明らかでない。文殊院西古墳とは異なり、石室の石材は花崗岩の自然石であるが、石の表面には切石技法による若干の加工が認められる。壁面は玄室では奥壁2段積み・側壁2段積みであり、羨道では奥1段積み・開口部2段積みである。出土品は知られていない。
築造時期は、古墳時代終末期の7世紀前半頃と推定される。現在では玄室に不動明王が祀られているほか、羨道には中央部に井戸が掘られて信仰対象となっている。石室内の井戸は、叡福寺北古墳（大阪府太子町、聖徳太子墓）の絵図でも知られるほか、岩屋山古墳（明日香村）の発掘調査では石室内の集水穴と見られる排水施設が認められており、こうした集水穴が井戸に改変されたと推測される。

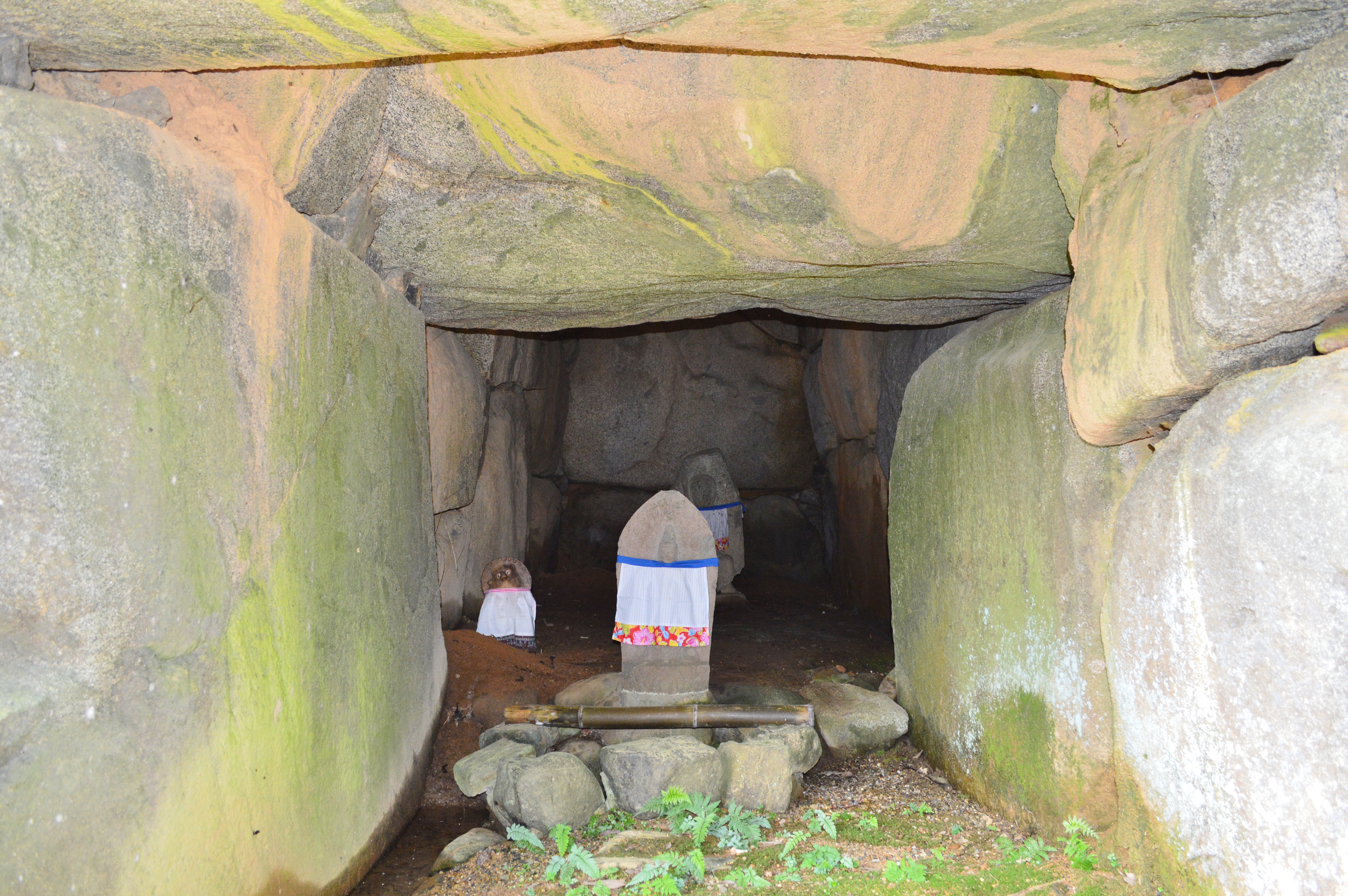
羨道 中央下に井戸。

- 羨道
中央下に井戸。

## 文化財

### 国の特別史跡
- 文殊院西古墳 - 所有者は文殊院。1923年（大正12年）3月7日に国の史跡に指定、1952年（昭和27年）3月29日に国の特別史跡に指定[5]。

### 奈良県指定文化財
- 史跡
  - 文殊院東古墳 - 所有者は文殊院。1974年（昭和49年）3月26日指定[10]。

## 現地情報
所在地
- 奈良県桜井市阿部645（安倍文殊院境内）

交通アクセス
- 鉄道：西日本旅客鉄道（JR西日本）・近畿日本鉄道（近鉄） 桜井駅（徒歩約15分）[3]

周辺
- 安倍寺跡 - 国の史跡。
- 艸墓古墳 - 国の史跡。
- 谷首古墳 - 奈良県指定史跡。
- コロコロ山古墳